# 에우클라도케로스
에우클라도케로스(Eucladoceros)는 플리오세 후기부터 플라이스토세 초기까지 유라시아 대륙 전역에서 서식했던 대형 사슴이다. 속명의 뜻은그리스어로 '가지가 잘 뻗어 있는 뿔'을 의미한디.

## 특징
에우클라도케로스는 지역마다 체중에 차이가 있었는데, 유럽 쪽에서 서식했던 에우클라도케로스. dicranios와 에우클라도케로스. ctenoides는 몸무게가 대략250~300kg(550~660lb)에 도달한 것으로 추정되는 반면, 아시아에 서식했던 에우클라도케로스. boulei은 체중이 350kg(770파운드)에 도달한 것으로 추정된다. 또한, 에우클라도케로스. giulii의 어깨 높이는 1.55미터(5.1피트)로 추정되는 반면, 에우클라도케로스. senezensis의 어깨 높이는 1.7미터(5.6피트)로 추정된다.